# Koizumi Satoshi
Satoshi Koizumi (sinh ngày 9 tháng 6 năm 1985) là một cầu thủ bóng đá người Nhật Bản.

## Sự nghiệp câu lạc bộ
Satoshi Koizumi đã từng chơi cho Tokushima Vortis.